# Lonchura nevermanni
El capuchino coronigrís (Lonchura nevermanni) es una especie de ave paseriforme de la familia Estrildidae endémica del sur de Nueva Guinea.

## Descripción
Mide unos 11 cm de largo. En el macho, la cabeza y los lados de la cabeza son de color blanco pardusco. 
Las plumas en la parte posterior de la cabeza, la parte posterior del cuello y los posteriores son de color marrón con pintas blancas. Esto crea una transición gradual al color tostado de la espalda y las alas. La grupa trasera y ciertas zonas de la cola son color marrón amarillo anaranjado. Las plumas de la cola son marrones y con bordes amarillos. 
La garganta, el abdomen posterior y los costados del cuerpo posterior y los muslos son negros. El resto del cuerpo es marrón ante.

## Distribución y hábitat
Se le encuentra en el sur de Nueva Guinea, habitando una zona con una superficie de unos 20,000 a 50,000 km². Habita en sabanas húmedas y humedales.